# Francis Lee
Francis Henry Lee (født 29. april 1944 i Westhoughton, England, død 2. oktober 2023) var en engelsk fodboldspiller, der spillede som angriber. Han var på klubplan tilknyttet Bolton Wanderers, Manchester City og Derby County. Med både Manchester City og Derby vandt han det engelske mesterskab. I 1972 blev han desuden topscorer i den engelske liga.
Lee blev desuden noteret for 27 kampe og ti scoringer for Englands landshold. Han repræsenterede sit land ved VM i 1970 i Mexico.

## Titler
Engelsk 1. division
- 1968 med Manchester City
- 1975 med Derby County

FA Cup
- 1969 med Manchester City

Football League Cup
- 1970 med Manchester City

Charity Shield
- 1968 og 1972 med Manchester City
- 1975 med Derby County

Pokalvindernes Europa Cup
- 1970 med Manchester City